# Roger Coggio
Roger Coggio (Lione, 11 marzo 1934 – Seine-Saint-Denis, 22 ottobre 2001) è stato un attore, regista e sceneggiatore francese.

## Biografia
Figlio di immigrati italiani, iniziò a lavorare in fabbrica a 14 anni. Nel 1951 si trasferì a Parigi per studiare nella scuola di recitazione Charles Dullin, diplomandosi nel 1953 ed esordiendo sul grande schermo lo stesso anno in Prima del diluvio di André Cayatte. Molto attivo in teatro, dal 1957 al 1960 fece parte del Théâtre National Populaire, e ottenne il suo primo grande successo personale per la sua interpretazione di Diario di un pazzo di Nicolai Gogol, da lui in seguito anche adattato cinematograficamente.
Morto dopo lunga malattia nel 2001, era stato sposato con le attrici Elisabeth Huppert (sorella di Isabelle) e Fanny Cottençon.

## Filmografia parziale
- Prima del diluvio (Avant le Déluge), regia di André Cayatte (1953)
- Mercanti di donne (Marchands de filles), regia di Maurice Cloche (1957)
- Donnez-moi ma chance, regia di Léonide Moguy (1957)
- Una ragazza a rimorchio (Les petits matins), regia di Jacqueline Audry (1962)
- Le journal d'un fou, regia di Roger Coggio (1963)
- I frutti amari (Fruits amers - Soledad), regia di Jacqueline Audry (1967)
- Storia immortale (Une Histoire immortelle), regia di Orson Welles (1968)
- Cronaca erotica di una coppia (Chronique d'un Couple), regia di Roger Coggio (1970)
- Tempo di violenza (Le temps des loups), regia di Sergio Gobbi (1970)
- Belle, regia di André Delvaux (1973)
- Commissariato di notturna, regia di Guido Leoni (1974)
- Il protettore (Le protecteur), regia di Roger Hanin (1974)
- Silence... on tourne, regia di Roger Coggio (1976)
- On peut le dire sans se fâcher, regia di Roger Coggio (1978)
- L'America è ancora lontana (C'est encore loin l'Amérique?), regia di Roger Coggio (1980)
- Les fourberies de Scapin, regia di Roger Coggio (1981)
- La ragazza senza fissa dimora (Rue du Départ), regia di Tony Gatlif (1985)
- Le journal d'un fou, regia di Roger Coggio (1987)
- La folle journée ou Le mariage de Figaro, regia di Roger Coggio (1989)